# Indiktion
Die Indiktion (lateinisch indictiō ‚Ansage, Ankündigung‘) ist ein 15-jährlicher Zyklus zur Jahreszählung, der seit der Spätantike bis zum Ende des Mittelalters häufig verwendet wurde. Andere Bezeichnungen sind „Kaiserliche Zahl“, „Römerzinszahl“, „Gedingzeichen“ oder „Zeichen“. In der Neuzeit ging ihr Gebrauch zurück, aber Kalender pflegten sie weiterhin anzugeben und das Reichskammergericht verwendete die Indiktion bis zu seiner Auflösung im Jahre 1806.

## Entstehung
Das Wort indictiō bezeichnete im Römischen Reich ein kaiserliches Edikt zur Steuerfestsetzung der Naturalabgaben der Landgüter. Die seit Kaiser Diokletian (284 bis 305) jährlich erhobene Abgabe (Capitatio-Iugatio) wurde zunächst alle 5 Jahre neu festgesetzt. Unter Konstantin I. ging man 312 zum 15-Jahre-Rhythmus über (nach jedem dritten Zensus). Kaiser Justinian schrieb schließlich  in der Novella 47 den Gebrauch der Indiktion (zusammen mit dem aktuellen Regierungsjahr des jeweiligen Herrschers) für alle offiziellen Datierungen gesetzlich vor.
Die Indiktion war in Spätantike und Mittelalter im gesamten Abendland für Kalenderberechnungen üblich und blieb selbst im muslimisch gewordenen Nordafrika und auf der Iberischen Halbinsel neben der Hidschra-Datierung und der sapharischen Aera lange in Gebrauch.
Die Jahre innerhalb eines Indiktionszyklus werden durchnummeriert als erste Indiktion, zweite Indiktion … bzw. es wird für jedes Jahr die entsprechende Römerzinszahl festgelegt. Diese wächst immer von 1 bis 15, um dann wieder bei 1 anzufangen. Auf die Indiktion 15 folgt also die Indiktion 1. Es war nicht üblich, die Zyklen der Indiktion zu nummerieren. Um ein nur durch die Indiktion datiertes spätantikes oder mittelalterliches Dokument zeitlich einzuordnen, braucht man weitere Anhaltspunkte, wie insbesondere die Angabe der Herrschaftsjahre.

## Indiktionsstile
Es gibt verschiedene Indiktionsstile, die sich durch den Beginn des Epochenjahres unterscheiden.
- Die indictio Graeca (Constantinopolitana) (altgriechisch Ἰνδικτιών, Gen. -ῶνος[4]) beginnt am 1. September und war vor allem im Byzantinischen Reich, Sizilien und der päpstlichen Kanzlei bis zum Jahr 1087 sowie unter Friedrich II. und Heinrich (VII.) gebräuchlich. (Daher beginnt das Kirchenjahr der orthodoxen Kirchen bis heute ebenfalls am 1. September.)
- Die indictio Bedana (caesarea) nach Beda beginnt am 24. September. Ihr Gebrauch ging im Spätmittelalter zurück zu Gunsten der indictio Romana.
- Die indictio Romana (pontificia) beginnt ihr Jahr am 25. Dezember bzw. 1. Januar (Neujahrsindiktion) und war im Spätmittelalter am verbreitetsten.
- Die indictio Senensis beginnt mit dem 8. September und war nur in Siena in Gebrauch.

Eine Schwierigkeit der Zeitbestimmung mittelalterlicher Datierungen liegt in der Möglichkeit, dass der Jahresbeginn für die Zählung der Indiktion und der Jahresbeginn für die Zählung des Inkarnationsjahres verschieden sein können.

## Umrechnung
Der Indiktionszyklus ist älter als die christliche Zeitrechnung, die erstmals Dionysius Exiguus im frühen 6. Jahrhundert beschrieb. Um zu einer gegebenen Indiktion das Jahr der christlichen Zeitrechnung bzw. zu einem gegebenen Jahr der christlichen Zeitrechnung die Indiktion zu bestimmen, gab Dionysius Exiguus zwei Umrechnungsformeln als Beispiele auf das Jahr 525 an. Er verwendete wie in der römischen Mathematik üblich natürliche Zahlen und die Division mit Rest. In heutiger mathematischer Schreibweise lauten die Umrechnungsformeln:
Argumentum I
J = 15 * Z + 12 + I
Argumentum II
I = (J + 2) mod 15 + 1
Dabei ist jeweils I die Indiktion, die mit ihrem größten Teil in das gegebene Jahr fällt, J das Jahr der christlichen Zählung und Z die Zahl der vollendeten Indiktionszyklen. Das Jahr 525 der christlichen Zählung hat bei Dionysius Exiguus die Indiktion 3. Die Zahl der von Christi Geburt bis in das Jahr 525 vergangenen Indiktionszyklen gab Dionysius Exiguus mit 34 an und fixierte damit ein bestimmtes Jahr als Jahr von Christi Geburt.
Die Angabe der Indiktion für Daten vor dem 4. Jahrhundert oder nach dem 18. Jahrhundert ist unüblich. Die Formeln des Dionysius lassen sich aber unbegrenzt anwenden. So ergibt sich zu einer Jahreszahl nach unserem heutigen Kalender die Indiktion, indem man zur Jahreszahl 2 addiert, anschließend durch 15 dividiert, und den Rest dieser Division um 1 vermehrt. Für das Jahr 2017 ergibt sich zum Beispiel (2017 + 2) : 15 = 2019 : 15 = 134 Rest 9. So liegt das Jahr 2017 größtenteils in der Indiktion 9 + 1 = 10. Das aktuelle Jahr 2025 liegt größtenteils in der 3. Indiktion.
Für die Jahre von 300 n. Chr. bis 1799 lässt sich die Indiktion aus folgender Tabelle ablesen:
| Ermittlung der Indiktion | Ermittlung der Indiktion | Ermittlung der Indiktion | Ermittlung der Indiktion | Ermittlung der Indiktion | Ermittlung der Indiktion | Ermittlung der Indiktion | 300  | 400  | 500  |
| Ermittlung der Indiktion | Ermittlung der Indiktion | Ermittlung der Indiktion | Ermittlung der Indiktion | Ermittlung der Indiktion | Ermittlung der Indiktion | Ermittlung der Indiktion | 600  | 700  | 800  |
| Ermittlung der Indiktion | Ermittlung der Indiktion | Ermittlung der Indiktion | Ermittlung der Indiktion | Ermittlung der Indiktion | Ermittlung der Indiktion | Ermittlung der Indiktion | 900  | 1000 | 1100 |
| Ermittlung der Indiktion | Ermittlung der Indiktion | Ermittlung der Indiktion | Ermittlung der Indiktion | Ermittlung der Indiktion | Ermittlung der Indiktion | Ermittlung der Indiktion | 1200 | 1300 | 1400 |
| Ermittlung der Indiktion | Ermittlung der Indiktion | Ermittlung der Indiktion | Ermittlung der Indiktion | Ermittlung der Indiktion | Ermittlung der Indiktion | Ermittlung der Indiktion | 1500 | 1600 | 1700 |
| ------------------------ | ------------------------ | ------------------------ | ------------------------ | ------------------------ | ------------------------ | ------------------------ | ---- | ---- | ---- |
| 00                       | 15                       | 30                       | 45                       | 60                       | 75                       | 90                       | 3    | 13   | 8    |
| 01                       | 16                       | 31                       | 46                       | 61                       | 76                       | 91                       | 4    | 14   | 9    |
| 02                       | 17                       | 32                       | 47                       | 62                       | 77                       | 92                       | 5    | 15   | 10   |
| 03                       | 18                       | 33                       | 48                       | 63                       | 78                       | 93                       | 6    | 1    | 11   |
| 04                       | 19                       | 34                       | 49                       | 64                       | 79                       | 94                       | 7    | 2    | 12   |
| 05                       | 20                       | 35                       | 50                       | 65                       | 80                       | 95                       | 8    | 3    | 13   |
| 06                       | 21                       | 36                       | 51                       | 66                       | 81                       | 96                       | 9    | 4    | 14   |
| 07                       | 22                       | 37                       | 52                       | 67                       | 82                       | 97                       | 10   | 5    | 15   |
| 08                       | 23                       | 38                       | 53                       | 68                       | 83                       | 98                       | 11   | 6    | 1    |
| 09                       | 24                       | 39                       | 54                       | 69                       | 84                       | 99                       | 12   | 7    | 2    |
| 10                       | 25                       | 40                       | 55                       | 70                       | 85                       | —                        | 13   | 8    | 3    |
| 11                       | 26                       | 41                       | 56                       | 71                       | 86                       | —                        | 14   | 9    | 4    |
| 12                       | 27                       | 42                       | 57                       | 72                       | 87                       | —                        | 15   | 10   | 5    |
| 13                       | 28                       | 43                       | 58                       | 73                       | 88                       | —                        | 1    | 11   | 6    |
| 14                       | 29                       | 44                       | 59                       | 74                       | 89                       | —                        | 2    | 12   | 7    |

Farbig hervorgehoben in der Tabelle ist das Jahr 1392, zu dem die Tabelle, der farbigen Markierung folgend, die Indiktion 15 angibt.

## Astronomie
Der Indiktionszyklus hat keine Beziehung zur Astronomie. Dies macht ihn allerdings gerade brauchbar für eine von der Astronomie unabhängige Zeitrechnung. Joseph Justus Scaliger schlug 1583 die Zählung der Tage nach dem Julianischen Datum mit der Epoche 1. Januar 4713 v. Chr. vor, in dessen Zykellänge von 7980 Jahren auch die Zykellänge der Indiktion von 15 Jahren als Faktor eingeht.